# 仙王座T
仙王座T是一颗位于仙王座的紅巨星，距离地球约700光年。它是一颗米拉变星，直径是太阳的329倍。